# Sterculia tragacantha
Sterculia tragacantha là một loài thực vật có hoa trong họ Cẩm quỳ. Loài này được Lindl. miêu tả khoa học đầu tiên năm 1830.